# ATP Challenger Biel
Das ATP Challenger Biel (offizieller Name: Flowbank Challenger Biel/Bienne) war ein von 2021 bis 2023 stattfindendes Tennisturnier in Biel/Bienne, Schweiz. Es war Teil der ATP Challenger Tour und wurde in der Halle auf Hartplatz ausgetragen.

## Liste der Sieger

### Einzel
| Jahr | Sieger             | Finalgegner        | Ergebnis        |
| ---- | ------------------ | ------------------ | --------------- |
| 2023 | Jurij Rodionov (2) | Liam Broady        | 6:3, 0:0 aufgg. |
| 2022 | Jurij Rodionov (1) | Kacper Żuk         | 7:63, 6:4       |
| 2021 | Liam Broady        | Marc-Andrea Hüsler | 7:5, 6:3        |

### Doppel
| Jahr | Sieger                                | Finalgegner                         | Ergebnis |
| ---- | ------------------------------------- | ----------------------------------- | -------- |
| 2023 | Constantin Frantzen Hendrik Jebens    | Victor Vlad Cornea Franko Škugor    | 6:2, 6:4 |
| 2022 | Pierre-Hugues Herbert Albano Olivetti | Purav Raja Ramkumar Ramanathan      | 6:3, 6:4 |
| 2021 | Ruben Bemelmans Daniel Masur          | Marc-Andrea Hüsler Dominic Stricker | kampflos |